# 3's & 7's
3's & 7's is een nummer van de Amerikaanse alternatieve rockband Queens of the Stone Age uit 2007. Het is de tweede single van hun vijfde studioalbum Era Vulgaris.
Dit nummer gaat over leugens en bedrog. De titel "3's & 7's" komt niet voor in de tekst, maar 3's en 7's ondersteboven spellen bijna het Engelse woord "LIE", waarbij de 7 de "L" is en de 3 de "E". Daarnaast is de titel is een verwijzing naar een slechte pokerhand. In de tekst probeerde de zanger zich een weg door het leven te bluffen om te krijgen wat hij wil. Deze interpretatie is door veel fans besproken, maar of het opzettelijk was, is onbekend. De verdere interpretatie van het nummer is voor vele fans voer voor discussie.
"3's & 7's" flopte in Amerika, maar werd wel een bescheiden hit in het Verenigd Koninkrijk, waar Queens of the Stone Age succesvoller is dan in hun thuisland. Ook in het Nederlandse taalgebied viel de plaat buiten de hitlijsten.

## Tracklijst
CD
1. "3's & 7's" – 3:34
2. "Christian Brothers" – 4:25 (Elliott Smith cover)

7" - 1
A: "3's & 7's" – 3:34
B1: "Sick, Sick, Sick" – 3:34
B2: "I'm Designer – Remix" – 3:49
7" - 2
A: "3's & 7's" – 3:34
B1: "Sick, Sick, Sick" – 3:34
B2: "Goin' Out West" – 3:26 (Tom Waits cover)